# Hyperplatys montanus
Hyperplatys montanus es una especie de escarabajo longicornio del género Hyperplatys, tribu Acanthocinini, subfamilia Lamiinae. Fue descrita científicamente por Casey en 1913.

## Descripción
Mide 5-9 milímetros de longitud.

## Distribución
Se distribuye por Estados Unidos.